# Mouvements sociaux de 1968 dans le monde
L'année 1968 est marquée par une série de révoltes principalement étudiantes un peu partout sur la planète.

## Chronologie des événements

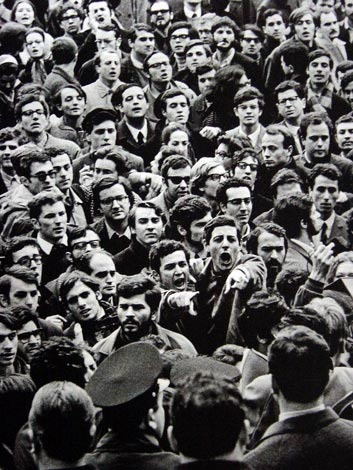
Étudiants devant la faculté de lettres de Rome le 24 février

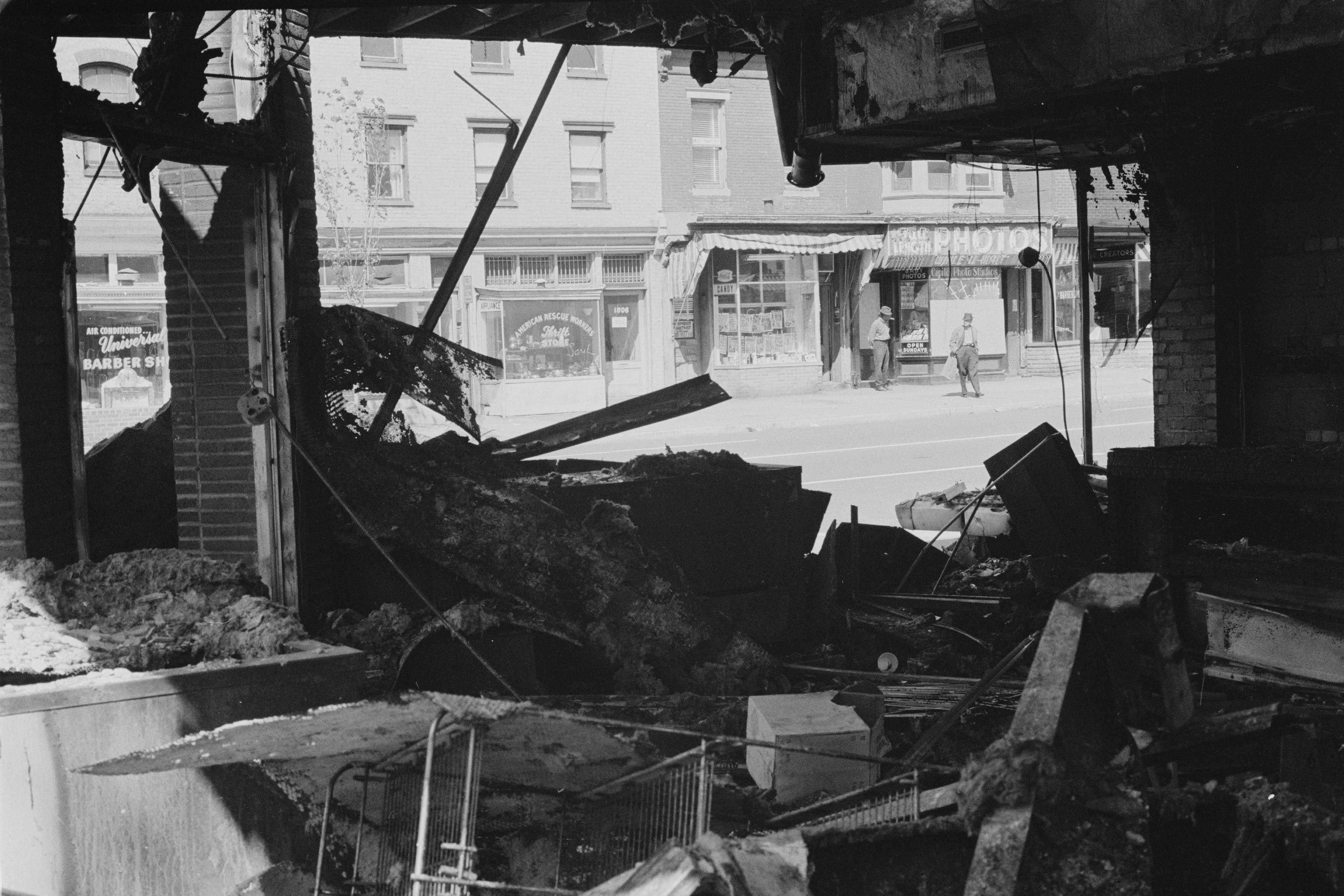
Dommages dans une boutique après les émeutes de Washington le 16 avril

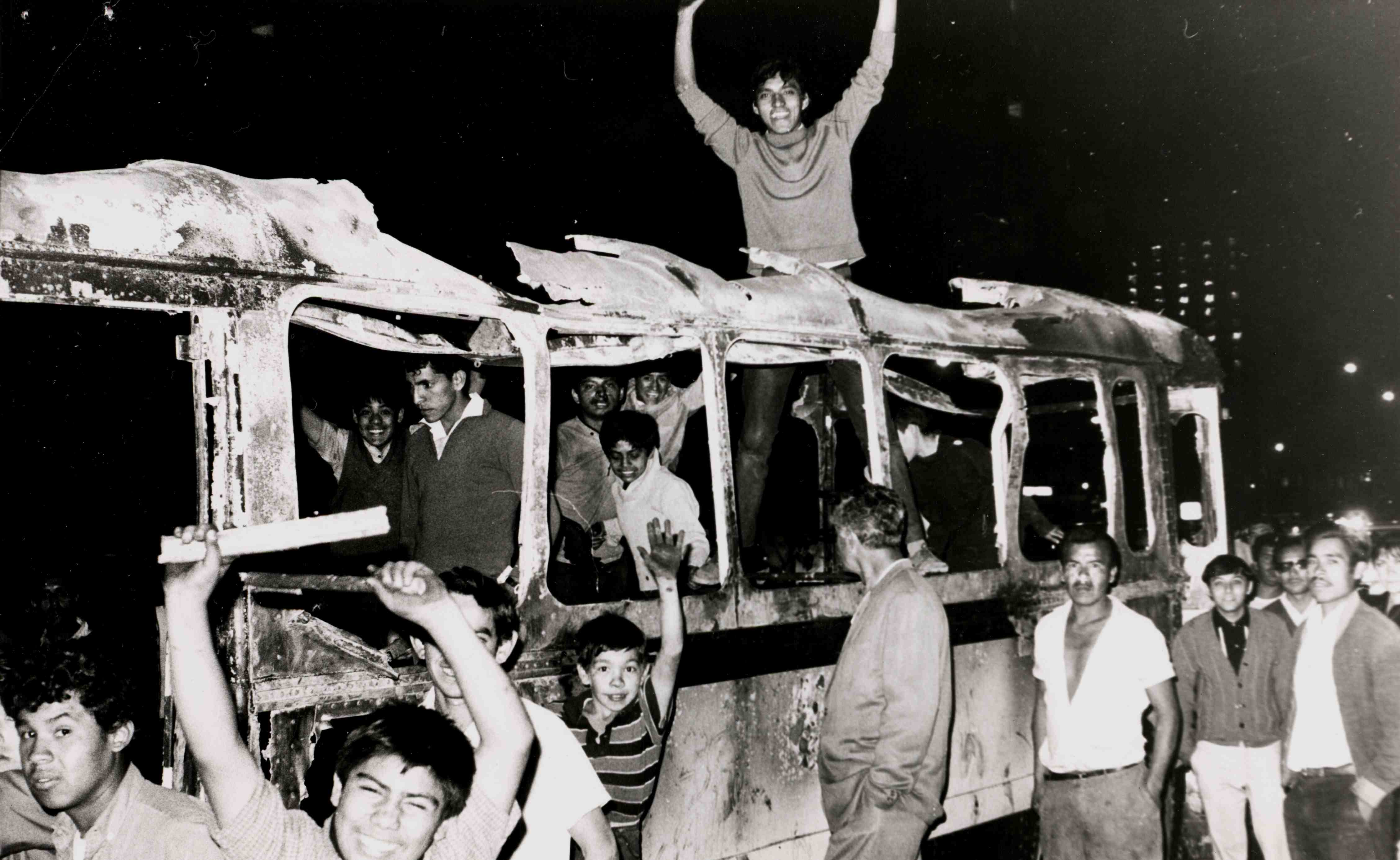
Étudiants mexicains dans un bus incendié, le 28 juillet

- Février : début du « Printemps de Prague » en Tchécoslovaquie.
- Février : occupation de l’université de Rome en Italie par les étudiants. La police intervient pour évacuer les locaux et les étudiants décident d’aller occuper la faculté d’architecture, isolée dans la villa Borghèse. La police charge et des affrontements violents se déroulent (« bataille de Valle Giulia »). Le mouvement étudiant commence à décroître au printemps et les élections de mai provoquent une diversion définitive.
- 8 février : mort de trois étudiants américains en Caroline du Sud lors de manifestations pour les droits civiques.
- Mars : en Tunisie, mouvement étudiant contre le régime de Habib Bourguiba[1],[2].
- 8 mars : mouvement étudiant et campagne antisémite du gouvernement en Pologne. Des manifestations d'étudiants contestataires du régime, déclenchées par l'interdiction d'un spectacle jugé antisoviétique, sont réprimées par la police communiste. Une vaste purge politique frappe les étudiants et conduit à l'expulsion des Juifs du Parti ouvrier unifié polonais.
- Printemps : en Italie, mouvements spontanés de colère et de révolte dans des industries où le syndicalisme est faible (usine Marzotto en Vénétie). Les syndicats décrètent une grève générale au printemps qui obtient un grand succès.
- 4 avril : des émeutes éclatent dans la plupart des grandes villes des États-Unis après l'assassinat de Martin Luther King.
- 11 avril : Attentat contre Rudi Dutschke, suivi des « émeutes de Pâques » très suivies dans toute l'Allemagne.
- Mai : émeutes étudiantes à Tokyo (1968-1970).
- Mai : « Mai 68 » en France et au Sénégal.
- 2 juin : les étudiants yougoslaves occupent l'université de Belgrade. Une semaine après, le président Josip Broz Tito leur donne raison et le mouvement s'éteint[3].
- 29 juin : émeute du Globus à Zurich entre policiers et jeunes manifestants demandant un centre autonome
- 24 juin : Lundi de la matraque au Canada : 290 personnes sont arrêtées pendant le défilé de la Saint-Jean-Baptiste, à Montréal.
- Juin-juillet : En Turquie, occupation des universités contre une réforme universitaire et l'impérialisme américain[4].
- 20-21 août : écrasement du « Printemps de Prague » en Tchécoslovaquie.
- 22-30 août : affrontements à Chicago entre des étudiants et policiers lors de la Convention du Parti démocrate. Les étudiants américains s’insurgent contre la guerre du Viêt Nam et remettent en cause le modèle de vie américain (American way of life).
- Automne : mouvement de libération de la femme aux États-Unis manifestation des Radical Women contre l’élection de Miss Amérique.
- 2 octobre : « massacre de Tlatelolco » au Mexique
- 5 octobre : première marche de l'association des droits civiques en Irlande du Nord. Elle est réprimée dans la violence à Derry.
- 7 octobre : lancement d'un mouvement national au Pakistan contre le régime de Muhammad Ayub Khan.
- Manifestations dans les principales villes du Liban pour soutenir la cause palestinienne.